# Безлєпкіна Людмила Федорівна
Людмила Федорівна Безлєпкіна (нар. 12 березня 1941, місто Сталіно, тепер Донецьк) — російська та радянська діячка, секретар Донецького обласного комітету КПУ, міністр соціального захисту Російської Федерації. Дійсний член Академії соціальних наук Російської Федерації.

## Біографія
У 1959 році закінчила технічне училище в місті Києві.
З 1959 по 1980 рік працювала токарем, головним технологом, головним інженером, директором заводу «Ремкомунелектротранс» у місті Донецьку.
Член КПРС.
У 1980—1985 роках — на партійній роботі в місті Донецьку. До жовтня 1985 року — секретар Донецького міського комітету КПУ.
26 жовтня 1985 — 2 лютого 1989 року — секретар Донецького обласного комітету КПУ із соціально-економічних питань.
З січня 1989 року — відповідальний організатор ЦК КПРС у Москві.
У 1989—1991 роках — заступник голови Державного комітету з праці і соціальних питань СРСР (Держкомпраці СРСР).
У 1990 році закінчила Інститут підвищення кваліфікації Академії народного господарства при Раді міністрів СРСР.
У 1991 році — 1-й заступник міністра праці та соціальних питань СРСР.
У 1992 — травні 1994 року — 1-й заступник міністра соціального захисту населення Російської Федерації — директор департаменту сім'ї, жінок і дітей.
У травні 1994 — серпні 1996 року — міністр соціального захисту Російської Федерації. У серпні 1996 року звільнена із займаної посади у зв'язку зі скасуванням міністерства.
З серпня 1996 року — радник голови уряду Російської Федерації. У січні — лютому 1997 року входила до складу Ради з питань соціального розвитку при уряді Російської Федерації.
У 1998 році вступила до лав руху «Отечество», брала участь у створенні Московського відділення руху «Отечество—Вся Россия».
З 1999 року — радник голови правління Пенсійного фонду Російської Федерації. Президент громадської організація «За сталий соціальної розвиток» у Москві.

## Родина
Чоловік — Безлєпкін Юрій Григорович. Син Олег.

## Нагороди та відзнаки
- Заслужений працівник соціального захисту населення Російської Федерації (2001)